# Giovanni Donzelli
Giovanni Donzelli (n. 28 noiembrie 1975, Florența, Italia) este un politician italian.